# Raversijde
Raversijde is een badplaats in de Belgische provincie West-Vlaanderen. Het gehucht ligt in het westen van Oostende, een kilometer ten oosten van het verdwenen vissersdorp Walraversijde. Het dorp telt ongeveer 1500 inwoners. De bebouwing ligt tussen de zeedijk en Nieuwpoortsesteenweg, ten zuiden ligt de luchthaven van Oostende.

## Geschiedenis
In het gebied rond Raversijde zijn sporen gevonden van zoutwinning uit de Gallo-Romeinse periode. Het vissersdorp Walraversijde ontstond tussen de 10e en 12e eeuw op het Testerep, een eiland dat zich vroeger uitstrekte langs de kust. Na diverse overstroming verplaatste men dit dorp ten zuiden van de Graaf Jansdijk. Walraversijde kende een bloeiperiode in 15de eeuw. In de loop van de 16e eeuw kende het dorp echter een verval, en na het Beleg van Oostende verdween het uiteindelijk helemaal. Van het dorp bleef niets meer over, enkel de restant van de toren van de Sint-Jan-de-Doperkerk werd nog als baken gebruikt tot rond 1860.
Het huidige Raversijde ontstond slechts later. Gedurende de 18e en de 19e eeuw was Raversijde amper een gehuchtje, zonder eigen kerk en met slechts enkele woningen en hoeves achter de duinen. In 1902 verwierf de koninklijke familie gronden achter de duinen nabij Raversijde. Leopold II liet er een houten verblijf, het "Noorse Chalet", optrekken. Dit gebouw verdween weer in de Eerste Wereldoorlog toen de Duitsers de plaats gebruikten als "batterij Aachen". Tijdens de Tweede Wereldoorlog maakte het gebied deel uit van hun Atlantikwall. Na zijn regentschap vestigde Prins Karel zich uiteindelijk in Raversijde. Vanaf de jaren 60 en 70 doken ook in Raversijde toeristische appartementsgebouwen op in de buurt van de zeedijk. 
In 1885 ging de eerste NMVB-stoomtramlijn van België rijden ten zuiden van Raversijde. Deze lijn bestond tot 1955. Sinds 1903 rijdt de elektrische Kusttram op de zeedijk, pal naast het strand.

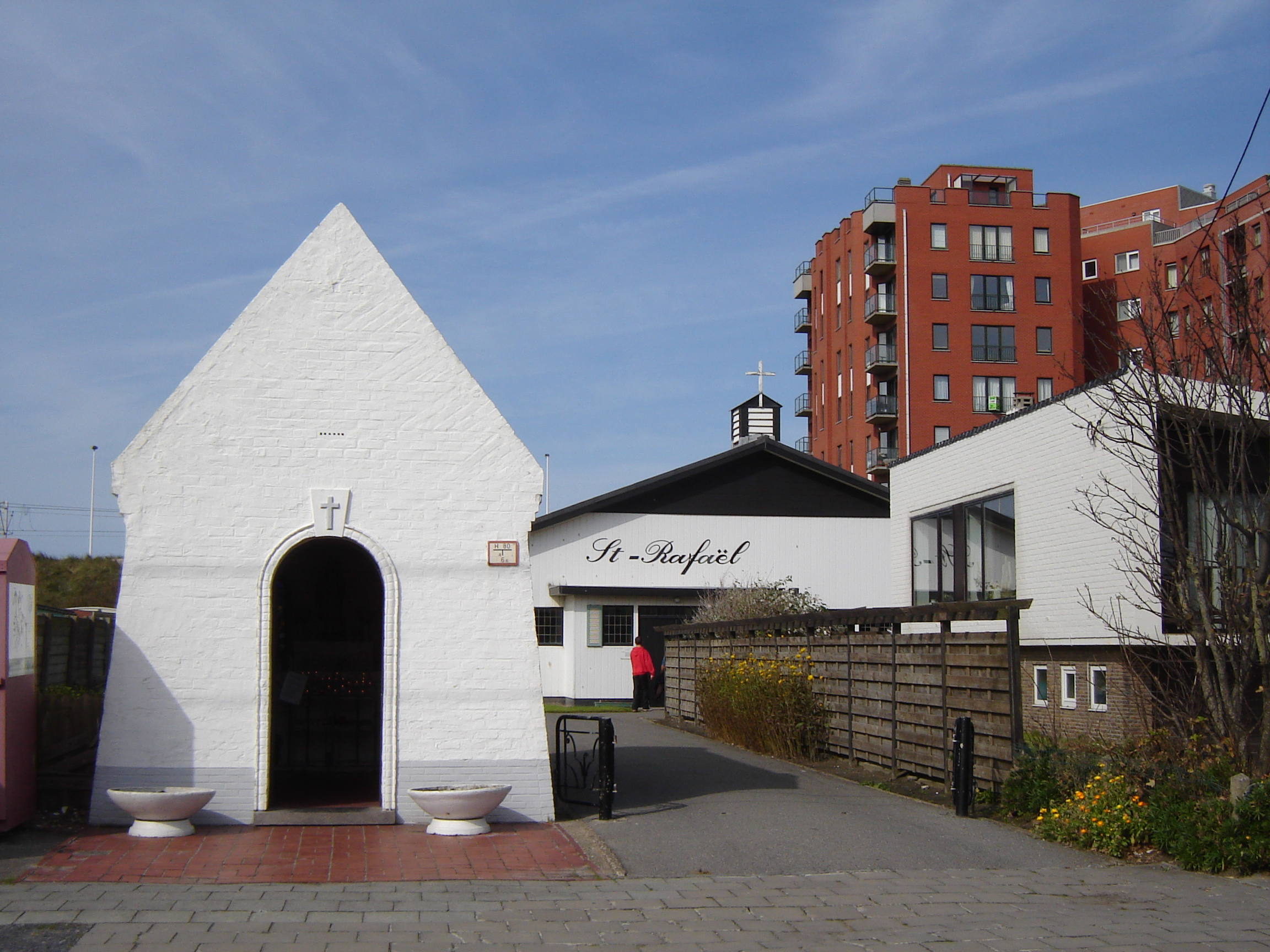
Onze-Lieve-Vrouwekapel en Sint-Rafaëlskerk

Tot 1971 behoorde Raversijde tot de gemeente Middelkerke, maar werd daarna bij Oostende aangehecht. Op kerkelijk gebied hing Raversijde af van Mariakerke, vanaf 1937 van het Duinenkerkje in Mariakerke. In 1965 werd uiteindelijk een afzonderlijke parochie opgericht, gewijd aan Sint-Rafaël. Het jaar erop werd een klein (nood)kerkje gebouwd.

## Bezienswaardigheden
- De Sint-Rafaëlkerk met Mariakapel.
- Het Provinciedomein Raversijde, met natuurgebied en parken, het museum Walraversijde met enkele gereconstrueerde historische visserhuisjes, het memoriaal Prins Karel en het openluchtmuseum Atlantikwall.

## Natuur en landschap
Raversijde ligt aan de Noordzeekust. Het ligt ingeklemd tussen het Duingebied Mariakerke in het oosten, het Provinciedomein Raversijde in het westen, en de Internationale Luchthaven Oostende-Brugge in het zuiden.

## Nabijgelegen kernen
Mariakerke, Middelkerke, Leffinge